# King Features Syndicate
King Features Syndicate is een syndicatie en onderdeel van de Hearst Corporation.
Het bedrijf distribueert strips, columns, cartoons, puzzels en spelletjes. Deze worden door bedrijven aangekocht om vervolgens te publiceren via hun mediakanalen zoals kranten, tijdschriften, websites...
King Features Syndicate heeft zelf de rechten van heel wat figuren, waaronder deze uit Popeye en Betty Boop. Van andere figuren wordt dan weer onder licentie gewerkt met de rechtmatige eigenaar, zoals voor de stripreeksen van "The Amazing Spider-Man" (eigendom: Marvel Comics) en "Mickey Mouse" (eigendom: The Walt Disney Company).
Van een aantal strips en cartoons werden later tekenfilms gemaakt. Deze werden meestal niet zelf door King Features Syndicate ontwikkeld, maar onder licentie door externe animatiestudio's. Voorbeelden hiervan zijn Popeye en Betty Boop.

## Overzicht van strips en cartoons
- Abie the Agent
- The Amazing Spider-Man
- Apartment 3-G
- Arctic Circle
- Baby Blues
- Barney Google and Snuffy Smith
- Beetle Bailey (Flippie Flink)
- The Better Half
- Betty Boop
- Betty Boop and Felix
- Between Friends
- Big Ben Bolt
- Bizarro
- Bleeker: The Rechargeable Dog
- Blondie
- Boner's Ark
- Brick Bradford
- The Brilliant Mind of Edison Lee
- Bringing Up Father
- Buckles
- Buz Sawyer
- Crankshaft
- Crock
- Curtis
- Deflocked
- Dennis the Menace
- Donald Duck
- Dustin
- Edge City
- Family Circus
- Felix de Kat
- Flapper Filosofy
- Flash Gordon
- Franklin Fibbs
- Funky Winkerbean
- Gil
- Grin and Bear It
- Hägar the Horrible
- Happy Hooligan
- Hazel
- Henry
- Hi and Lois
- Hocus-Focus
- Hubert
- Johnny Hazard
- Joe Carioca
- Judge Parker
- Jungle Jim
- Junior Whirl
- The Katzenjammer Kids
- King of the Royal Mounted
- Krazy Kat
- Laff-a-Day
- Little Annie Rooney
- Little Audrey
- Little Iodine
- The Little King
- The Lockhorns
- Mallard Fillmore
- Mandrake the Magician
- Mark Trail
- Marvin
- Mary Worth
- Mickey Mouse
- Moose & Molly
- Mother Goose & Grimm
- Mutts
- My Cage
- Norb
- The Norm
- Oh, Brother!
- Ollie and Quentin
- On the Fastrack
- Ozark Ike
- The Pajama Diaries
- Pardon My Planet
- Pete the Tramp
- The Phantom
- Piranha Club
- Popeye
- Prince Valiant
- Radio Patrol
- Red Barry
- Redeye
- Retail
- Rex Morgan, M.D.
- Rhymes with Orange
- Rip Kirby
- Ripley's Believe It or Not!
- Rusty Riley
- Safe Havens
- Sally Forth
- Sam and Silo
- Sherman's Lagoon
- Six Chix
- Slylock Fox and Comics for Kids
- Steve Roper and Mike Nomad
- They'll Do It Every Time
- Tiger
- Tina's Groove
- Todd the Dinosaur
- Triple Take
- Trudy
- Tundra
- Tumbleweeds
- Zippy the Pinhead
- Zits (Pukkels)